# Macarena García
Macarena García de la Camacha Gutiérrez-Ambrossi (Madrid, 26 de abril de 1988) es una actriz española. Ha participado en diversas películas y es ganadora del Premio Goya a la mejor actriz revelación y la Concha de Plata del Festival de San Sebastián por la película Blancanieves.

## Biografía
Es hija de Francisco Javier García de la Camacha y de su ex-mujer Sofía Gutiérrez-Ambrossi, y hermana del director de cine y televisión Javier Ambrossi.
Obtuvo su primer papel a los trece años en la obra En el nombre de la Infanta Carlota, de Jana Producciones en el Teatro de Madrid. Al mismo tiempo recibió clases de baile en la escuela Carmen Senra y en la Academia Broadway. También ha recibido clases de canto.
Ha participado en diversas series de televisión con personajes episódicos como Hospital Central, Punta Escarlata o El internado. En 2010 protagonizó la miniserie de Telecinco El pacto, donde interpretó a Ana, una joven que junto a su grupo de amigas decide quedarse embarazada. Sin embargo, el papel que la da a conocer al gran público es el de Chelo, la hija de los porteros en Amar en tiempos revueltos entre 2010 y 2012. En verano de 2011 estrenó la serie de misterio Punta Escarlata en Telecinco, donde interpretó a Raquel Solís.
En cine, fue la protagonista de la adaptación española de Blancanieves, dirigida por Pablo Berger y estrenada en 2012. Un trabajo que le reportó importantes premios como la Concha de Plata a la mejor actriz del Festival de Cine de San Sebastián y su primer Premio Goya a la mejor actriz revelación. Desde el 2 de mayo de 2013 protagonizó durante casi dos años la obra de teatro La llamada en el Teatro Lara, un musical escrito y dirigido por los Javis (Javier Ambrossi y Javier Calvo) en el que interpretó a María Casado, una joven amante del electrolatino que acude a un campamento cristiano junto a su mejor amiga Susana Romero (Anna Castillo). Allí, recibe una llamada de Dios que le hará replantearse su futuro. En 2013 trabajó además en la serie de Antena 3, Luna, el misterio de Calenda, donde interpretó a Vera, una joven vital y soñadora que se enamora de Nacho (Fran Perea), un patoso guardia civil mayor que ella. También ese año protagonizó la miniserie española Niños robados interpretando a Violeta en el primer capítulo. En febrero de 2014 estrenó la primera temporada de la serie B&B, de Boca en Boca de Telecinco dando vida a Sonia, una joven estudiante de periodismo que empieza a trabajar en la revista en la que trabaja su madre (Belén Rueda). En septiembre de 2015 Telecinco estrenó la segunda temporada en prime-time. La serie finalizó el 30 de diciembre de 2015 no siendo renovada para una tercera temporada. En 2015 protagonizó además la película para televisión La española inglesa de Televisión Española junto a Carles Francino y Lola Herrera, una adaptación de las famosas Novelas ejemplares de Miguel de Cervantes. El 4 de diciembre de 2015 se estrenó Palmeras en la nieve, de Fernando González Molina, película en la que Macarena interpreta a Julia, una mujer adelantada a su tiempo que vive en la época en que Fernando Poo (ahora Bioko) formó parte de la Guinea Española.
En agosto de 2016 empezó el rodaje de la adaptación cinematográfica de la obra de teatro La llamada, la cual protagonizó, siendo esta dirigida también por los Javis junto a gran parte del reparto de la obra como Anna Castillo, Gracia Olayo, Belén Cuesta y Richard Collins-Moore, además de algunas incorporaciones como Secun de la Rosa, Víctor Elías y María Isabel Díaz. En noviembre de 2016 se une al rodaje de la película Que baje Dios y lo vea, una comedia dirigida por Curro Velázquez y protagonizada por Karra Elejalde y Alain Hernández. El 2 de diciembre de 2016 estrena la comedia Villaviciosa de al lado de Nacho García Velilla. En ella da vida a una joven prostituta del local de alterne en el que se centra la trama de la historia. Comparte cartel con grandes cómicos del país como Carmen Machi, Carmen Ruiz y Yolanda Ramos entre otros.
En junio de 2017 se incorpora a la tercera temporada de la serie de Televisión Española El Ministerio del Tiempo, donde interpreta a la joven Lola Mendieta. En enero de 2018 empieza a grabar para La 1 La otra mirada, serie que protagoniza dando vida a Manuela, la nueva directora de una academia de señoritas de la Sevilla de los años 20. La actriz comparte reparto con Ana Wagener, Patricia López Arnaiz y Cecilia Freire, entre otros. Su estreno se produce el 25 de abril de 2018, en prime-time.
En 2020 interpretó el personaje de Noemí, protagonista de la película El arte de volver, dirigida por Pedro Collantes, que tuvo su estreno mundial en la 77.ª edición del Festival Internacional de Cine de Venecia. Por su trabajo en esta película recibió numerosas críticas positivas.
En 2021 protagonizó la serie de Movistar+ Paraíso, dando vida a Paula Costa, la Guardia Civil encargada de encontrar a tres chicas desaparecidas. La serie está dirigida por Fernando González Molina y ha recibido muy buenas críticas por parte de expertos. Continuó su papel en la segunda temporada estrenada en junio de 2022. En 2023 volvió a trabajar con los Javis como protagonista de la serie La mesías.
En 2024 formó parte del elenco de la película Un hipster en la España vacía, dirigida por Emilio Martínez-Lázaro, que se estrenó en Amazon Prime Video. Meses después, estrenó la película dramática Casa en flames de Dani de la Orden, que fue alabada por la crítica y por la que recibió una nominación como mejor interpretación femenina de reparto en los Premios Goya.

## Filmografía

### Cine
| Año  | Título                        | Personaje         | Notas                |
| ---- | ----------------------------- | ----------------- | -------------------- |
| 2012 | Blancanieves                  | Carmen            |                      |
| 2014 | Todos están muertos           | Nadia             |                      |
| 2015 | Palmeras en la nieve          | Julia de Rabaltué |                      |
| 2016 | Villaviciosa de al lado       | Soledad «Sole»    |                      |
| 2017 | La llamada                    | María Casado      |                      |
| 2017 | Smurfs: The Lost Village      | Pitufina          | Actuación de doblaje |
| 2018 | Que baje Dios y lo vea        | Sara              |                      |
| 2019 | A pesar de todo               | Lucía             |                      |
| 2019 | Ventajas de viajar en tren    | Rosa              |                      |
| 2020 | El arte de volver             | Noemí             |                      |
| 2024 | Un hipster en la España vacía | Lina              |                      |
| 2024 | Casa en flames                | Marta             |                      |
| 2025 | Night of the Zoopocalypse     | Gracie            | Actuación de doblaje |

### Televisión
| Año       | Título                                        | Personaje                   | Notas                                   |
| --------- | --------------------------------------------- | --------------------------- | --------------------------------------- |
| 2009      | Hospital Central                              | Cristina                    | 1 episodio                              |
| 2010      | El pacto                                      | Ana Alcides                 | Telefilme                               |
| 2010      | El internado                                  | Gema                        | Elenco recurrente (T7); 6 episodios     |
| 2010–2012 | Amar en tiempos revueltos                     | Consuelo «Chelo» Muñoz Ruiz | Elenco principal (T6-T7); 337 episodios |
| 2011      | Punta Escarlata                               | Raquel Solís                | Elenco recurrente; 8 episodios          |
| 2011      | Hospital Central                              | Sol Martí                   | 2 episodios                             |
| 2012      | Amar en tiempos revueltos: La muerte a escena | Consuelo «Chelo» Muñoz Ruiz | Telefilme                               |
| 2012–2013 | Luna, el misterio de Calenda                  | Vera Mendoza Morales        | Elenco principal; 20 episodios          |
| 2013      | Niños robados                                 | Violeta                     | Telefilme                               |
| 2014–2015 | B&b, de boca en boca                          | Sonia Balboa Bermejo        | Elenco principal; 29 episodios          |
| 2015      | La española inglesa                           | Isabel                      | Telefilme                               |
| 2016–2019 | Paquita Salas                                 | Ella misma                  | Colaboración especial; 2 episodios      |
| 2017–2020 | El Ministerio del Tiempo                      | Dolores «Lola» Mendieta     | Elenco principal (T3-T4); 8 episodios   |
| 2018–2019 | La otra mirada                                | Manuela Martín Casado       | Elenco principal; 21 episodios          |
| 2021–2022 | Paraíso                                       | Paula Costa                 | Protagonista; 15 episodios              |
| 2022      | Las de la última fila                         | Pilu                        | Colaboración especial; 2 episodios      |
| 2023      | La Mesías                                     | Irene Puig Baró             | Protagonista; 7 episodios               |

### Teatro
| Año       | Título                             | Personaje        | Director                       |
| --------- | ---------------------------------- | ---------------- | ------------------------------ |
| 2001      | En el nombre de la Infanta Carlota | Canelilla        | Javier Muñoz                   |
| 2008      | High School Musical                | Gabriella Montez | Ariel del Mastro               |
| 2013–2017 | La llamada                         | María Casado     | Javier Ambrossi y Javier Calvo |
| 2024      | Nuestros actos ocultos             | Elena            | Lautaro Perotti                |
| 2024      | Juana de Arco                      | Carlos VII       | Marta Pazos                    |

### Publicidad
- Protagonista junto a Mario Casas de la campaña publicitaria de LG dirigida por Pablo Berger.
- Protagonista junto a Pablo López de la campaña publicitaria de la colección de verano de Springfield en 2018.

## Premios y nominaciones
Premios Goya
| Año  | Categoría                                | Película       | Resultado |
| ---- | ---------------------------------------- | -------------- | --------- |
| 2012 | Mejor actriz revelación                  | Blancanieves   | Ganadora  |
| 2025 | Mejor interpretación femenina de reparto | Casa en flames | Nominada  |

Medallas del Círculo de Escritores Cinematográficos
| Año  | Categoría         | Película     | Resultado |
| ---- | ----------------- | ------------ | --------- |
| 2012 | Actriz revelación | Blancanieves | Ganadora  |

Premios Feroz
| Año  | Categoría                              | Película  | Resultado |
| ---- | -------------------------------------- | --------- | --------- |
| 2024 | Mejor actriz protagonista de una serie | La Mesías | Nominada  |

Premios Fotogramas de Plata
| Año  | Categoría              | Película   | Resultado |
| ---- | ---------------------- | ---------- | --------- |
| 2013 | Mejor actriz de teatro | La llamada | Ganadora  |

Premios de la Unión de Actores
| Año  | Categoría                             | Película                  | Resultado |
| ---- | ------------------------------------- | ------------------------- | --------- |
| 2011 | Mejor actriz de reparto de televisión | Amar en tiempos revueltos | Nominada  |
| 2025 | Mejor actriz secundaria de cine       | Casa en flames            | Nominada  |

Festival Internacional de Cine de San Sebastián
| Año  | Categoría                         | Película     | Resultado |
| ---- | --------------------------------- | ------------ | --------- |
| 2012 | Concha de Plata a la mejor actriz | Blancanieves | Ganadora  |

Otros premios
- 2012: Premio Mejor personaje adaptado en el Festival del Cine y la Palabra (CiBRA) por Blancanieves.
- 2013: Premio Mejor actriz principal en BroadwayWorld Spain Awards por La llamada.
- 2014: Nominación a los Premios Teatro Musical a la mejor actriz revelación por La llamada.